# Mieczysław Szczygieł
Mieczysław Szczygieł (ur. 10 sierpnia 1949 w Wielączy) – polski polityk, działacz związkowy, poseł na Sejm III kadencji.

## Życiorys
Ukończył w 1968 zasadniczą szkołę zawodową w Zamościu, następnie przez rok pracował w Fabryce Samochodów Ciężarowych w Lublinie. Od 1969 do 2002 był zatrudniony w Lubelskich Zakładów Przemysłu Skórzanego „Protektor”. W 1980 wstąpił do „Solidarności”. Po 13 grudnia 1981 zajmował się kolportażem prasy podziemnej. W latach 1992–1998 przewodniczył zarządowi Regionu Środkowo-Wschodniego związku.
W latach 1997–2001 pełnił funkcję posła III kadencji wybranego z listy AWS, w 2001 bezskutecznie ubiegał się o reelekcję. Od 2002 pozostaje na rencie. Jest członkiem rady programowej fundacji Europejski Dom Spotkań „Nowy Staw”.
Należał do Ruchu Społecznego (był przewodniczącym tej partii w województwie lubelskim). W 2004 przystąpił do Partii Centrum (wyrejestrowanej w 2008). W lutym 2011 zaangażował się w budowanie struktur ugrupowania Polska Jest Najważniejsza.
W 2016 otrzymał Srebrny Krzyż Zasługi, a w 2022 Krzyż Kawalerski Orderu Odrodzenia Polski.